# MetLife Building
 (septembre 2019).
Le Metlife Building (anciennement Pan Am Building) est un gratte-ciel de 59 étages situé au 200 Park Avenue à New York. Il était le plus grand immeuble de bureaux au monde lorsqu'il fut inauguré le 7 mars 1963. Il est aujourd'hui la propriété de la Metropolitan Life Insurance Company.

## Histoire
Conçu par Emery Roth & Sons avec la collaboration de Walter Gropius et Pietro Belluschi, le Pan Am Building (baptisé à l'origine Grand Central City Building) est un exemple du style international. Avec sa forme de prisme en acier, béton prémoulé et verre, il a été conçu dans un souci d'efficacité, avec ses vastes surfaces et son absence de décorations inutiles. Simple et massif, il a été rejeté par la critique et de nombreux New-Yorkais, mais sa proximité avec Grand Central Station (la gare centrale de Manhattan) en fait un des immeubles de bureaux les plus cotés de Manhattan. Le New York Times a d'ailleurs écrit lors de l'inauguration de ce bâtiment massif : « Nous avons gagné le plus grand immeuble de bureaux du monde. Nous avons perdu certaines des plus impressionnantes perspectives du monde », faisant allusion à Park Avenue, située juste derrière, qui s'est littéralement retrouvée masquée.
Le toit du Pan Am Building était équipé d'une plate-forme hélicoptère qui permettait aux voyageurs de rejoindre l'aéroport international de New York - John-F.-Kennedy en sept minutes. L'héliport a été opérationnel de 1965 à 1968, ainsi que quelques mois en 1977. Il a été fermé à cause d'un accident spectaculaire qui a fait cinq victimes.
Deux ans auparavant, le 3 février 1975, l'actionnaire principal de la United Fruit Company Eli Black s'était suicidé en sautant de la fenêtre de son bureau situé au 44ème étage. L'enquête qui suivra sa mort révèle un important scandale de corruption dans lequel Black et la United Brands Company (UBC) sont directement impliqués.
L'immeuble a été la propriété de Pan American World Airways pendant de nombreuses années et le logo de la compagnie aérienne ornait ses quatre façades. Quand Pan Am fit faillite en 1991, le gratte-ciel fut racheté par Metropolitan Life Insurance Company qui y louait déjà des bureaux. Il fut rebaptisé « MetLife Building » et le logo de la Pan Am fut remplacé par celui de MetLife.

## Dans la culture populaire
Le MetLife Building se trouve dans la ville de Liberty City (univers HD) dans le jeu vidéo Grand Theft Auto IV, renommée en GetaLife Building (littéralement "Trouve-toi une vie" en anglais).
C'est également sur le toit de cet immeuble que Tony Stark construit son gratte-ciel dans les films The Avengers et dérivés.
L'héliport de la tour Pan Am est mis à l'honneur dans Un shérif à New York de Don Siegel sorti en 1968. Ce film est la première collaboration entre Don Siegel et Clint Eastwood.
Serge Gainsbourg cite l'immeuble dans la chanson "New York U.S.A.". Michel Sardou y fait également référence dans la chanson Chanteur de jazz.
La tour est l'un des quartiers généraux secondaires aux Statesman dans le film Kingsman : Le Cercle d'or.